# Adamanto
Adamanto, u otras palabras similares son usadas para referirse a cualquier sustancia especialmente dura, ya sea una composición de diamante, alguna otra piedra preciosa o algún tipo de metal. Tanto el adamanto como el diamante derivan de la palabra griega ἀδάμας, ἀδάμαντος (adamas, adamantos), que significa "indomable". Adamantita y adamantium (un nombre metálico derivado de la terminación -ium del Neo-Latin) también son variantes comunes.
El adamantino ha sido, durante la historia antigua, referido a cualquier cosa que fuera hecha de un material muy duro. Virgilio describe que el Tártaro poseía una puerta protegida por dos columnas de adamantino sólido (Eneida libro VI). Más tarde, en la Edad Media, este término acabó refiriéndose al diamante, y era el material más duro conocido entonces.
Fue también en la Edad Media, que la dureza del adamantino y las propiedades magnéticas de la magnetita provocaron una confusión y se combinaron, llevando a una definición alternativa en la que "adamanto" significaba imán, erróneamente derivado del latín "adamare", que significa estar enamorado o atraído hacia algo. Otra conexión fue la creencia de que el adamanto (la definición de diamante) podría bloquear los efectos de un imán. Esto fue tratado en el capítulo III del Pseudodoxia Epidemica, por ejemplo.
Ya que la palabra diamante es ahora usada para la gema más dura, el cada véz más arcaico término "adamanto" tiene un uso más poético o figurativo. Bajo ese concepto, el nombre es frecuentemente usado en los medios populares y en la ficción para referirse a una substancia especialmente dura.

## En la mitología
- En la mitología griega, Crono castró a su padre Urano usando una hoz de adamanto, un regalo de su madre Gea.[2] También se describe a una hoz o una espada de adamantino como el arma usado por el héroe Perseo para decapitar a la gorgona Medusa mientras dormía.
- En la tragedia griega Prometeo Encadenado, Hefesto encadena a Prometeo a las "rocas dentadas con eslabones inquebrantables de adamantino".
- En el poema épico de John Milton, Paraíso Perdido, el adamanto o adamantino es mencionado ocho veces. Primero en el Libro 1, Satanás es arrojado hacia la "perdición sin fondo, para morar en fuego punitivo y cadenas de adamantino" (líneas 47-48). En el Libro 2, las puertas del infierno son descriptas tres veces como hechas de adamantino (líneas 436, 646 y 853). En el Libro 6, Satanás "arremetió armado en adamanto y oro" (línea 110), su escudo se describe como "un décuplo de Adamanto" (línea 255), y la armadura vestida por los ángeles caídos es descripta como "de adamantino" (línea 542). Finalmente en el Libro 10, las "clavijas y cadenas de adamanto" metafóricas, enlazan el mundo a Satanás, y por lo tanto también al pecado y a la muerte[3]
- En algunas versiones del Romance de Alejandro, Alejandro Magno construye las paredes de Adamantino, las Puertas Caspias, para impedir a los gigantes Gog y Magog saquear las pacíficas tierras sureñas.

## En la ficción
- En la Divina Comedia de Dante, completada en 1320, el ángel del purgatorio se posa sobre adamanto.
- En el poema épico medieval, La Reina Hada, publicado en 1590, la espada de Sir Artegal está hecha de adamanto.
- En "El sueño de una noche de verano", de William Shakespeare (1595/96), Helena le dice a Demetrio: "me atraes, corazón de adamanto!".
- En el Soneto Divino I, publicado en 1620 por John Donne, en la línea 14 se indica: "Y así, como adamanto atraeis mi corazón de hierro".
- En la novela de 1726, Los Viajes de Gulliver, de Jonathan Swift, la ficticia isla flotante de Laputa (3º Parte de los viajes de Gulliver) está hecha de Adamanto.
- En Princesa Ida de Gilbert y Sullivan, estrenado en 1884, el castillo de la princesa es llamado "Castillo Adamanto".
- En el Legendarium de J.R.R. Tolkien, Nenya, uno de los Tres Anillos de Poder, posee una gema de adamanto.
- En los cómics de Marvel, el adamantium (nombrado por primera vez en Vengadores #66, en julio de 1969) es un metal prácticamente indestructible que recubre el esqueleto y las garras del mutante Wolverine, también las garras de X-23 El Clon de Wolverine (El resto del esqueleto de X-23 no tiene este cobertura de adamantio). También constituye el cuerpo completo del robot supervillano Ultron. También esta el adamanto, que es el metal que utiliza la raza delos Olímpicos para sus armas.
- En el juego MMORPG, RuneScape, la Adamantita es un material durable usado en armaduras y armas.[4]
- En el juego multiplataforma Terraria, la Adamantita es un material usado para fabricar varias herramientas y mueblería.[5]
- En el MMORPG World of Warcraft existe un mineral llamado Adamantita, siendo de joyería nivel 25 aproximadamente.
- El adamanto en el universo de Assassin's Creed, es el metal con los que se forja los Fragmentos del Edén.
- En el juego de cartas colecciónables "Yu-Gi-Oh!" cuenta con un arquetipo llamado "adamancipador", basándose para crearlo en el nombre de este material